# Kyndeløse
Kyndeløse is een plaats in de Deense regio Seeland, gemeente Lejre, en telt 450 inwoners (2008).